# 伊佐沢村
伊佐沢村（いさざわむら）は山形県西置賜郡にあった村。現在の長井市の東端にあたる。

## 地理
- 山：愛宕山、金井神山、松葉沢山、若松山
- 河川：最上川

## 歴史
- 1876年 (明治9年) 7月5日 東置賜郡上伊佐沢村と同郡大石村が合併して上伊佐沢村が発足。
- 1889年（明治22年）4月1日 - 町村制の施行により、東置賜郡伊佐沢村、上伊佐沢村の区域をもって東置賜郡伊佐沢村が発足。
- 1948年（昭和23年）4月1日 - 所属郡が西置賜郡に変更。
- 1954年（昭和29年）11月15日 - 長井町・長井村・豊田村・平野村・西根村と合併して長井市が発足。同日伊佐沢村廃止。

## 伊佐沢村の小字
なお、大文字の箇所は大字である。
- 上伊佐沢　外川前　内川前　壱本木　二重坂　袖山　膳並　鳥之木沢　上之台　小屋敷　滝ノ沢　岩穴南　岩穴　栗ヶ沢　馬道　駮馬ヶ原　駮馬ヶ沢　不壱ヶ入　大里　添佐沢　前小田　入小田　大越沢　胡桃ヶ沢　蜂ヶ沢　宮田　山之神前　岡田　岡向田　塩田ヶ入　姥畑　田前　水晶発田　上三合田　下三合田　三合田　中三合田　向三合田　足之倉　入生田　大沢　五十刈　片川　向　大東　片川前　小路　木之下　大沢前　五十刈前　砂子田　沢田　住弐前　東大田　南之前　大田　膳並下　窪川原　岩見原　蜂屋敷　梨之木　蔵高谷地　穂長ヶ入　南ヶ入　中之入　北之入　五郎兵衛屋敷　入之屋敷　中島　太夫ヶ入　神明下　館沢田　館之内　南館　寺脇　門前　金地ヶ原　坂作　塚田　八幡裏　八幡前　窪　大門　雲雀田　下石田　石田小沢　中石田　石田沢　上石田　小僧　小僧脇　小倉　菅沢　乙見坂　小僧口　松ケ沢　荷付ヶ沢　崩ヶ沢　不動沢　藤六坂　小松ヶ沢　山之神下　冷田　内水上沢　蟹沢　鳥谷場　一之沢　二之沢　小須刈田　平之沢　題子木　水上沢　四之沢　孝吉野　李沢向　李沢　萩沢　芳沢　抜倉　眼敷野之沢　山之神　角間沢　漆棒　坂之下　堂坂　落合　中之沢　中曽根　九郎右衛門沢　吉原口　川下　案三郎　小蕨　相撲峠　桂林　蔵司田　荒田　壱杯清水　堂之入　袖ヶ沢　吉川原　上ヶ沢　吉ヶ沢　恩之礼　比谷箱　滑坂　親ヶ沢　打越　前之沢　地蔵前　館　新道返リ　見明　道上沢　角代　雨ヶ沢　中田　蜂沢　田尻　廻館　題之上　椈沢　長坂　釜沢　長沢　笹畑　朝飯喰場　外輪堂　宰我沢　堂ノ前　内山　荒屋敷　一道　先口　小影　田ノ入　石向　元桂　沖石　山之神沢　小蠅坂　棒芳　野代蔵　田代　沼平　谷多沢　堀切　粡町　西山前　能登入　番匠田　泣止坂　八島　茂右衛門前　菅沢　馬場前　谷地　南掃出　北掃出　外山　三森　滝ノ沢　岩穴山　西姫定　東姫定　三郷田浦　赤坂　三郷田前　才造　館山　桜沢　舘入　石田山　小僧沢　松ケ沢　水上山　平之沢　川下山　見明山　一之又　能登山　矢島
- 元伊佐沢　小伊佐沢　中里原　庭渡　中里　泣止ミ坂　舟橋　中里宅　下中里　茂右衛門前　杉ノ下　谷地ノ上　宿ノ内　西ノ前　八島　沖野　別府前　別府　熊ノ下　西町　能登入　四百刈　西山浦　西山宅地　西山前　寺山　岩見原　堂ノ前　岩見原前　仲江　堀切　西山前　稲荷堂　下川原　蔵高　九内屋敷　上田　才ノ神　谷地　南又　春谷地　長面　坂下　小平田　大平田　中里東山　天神堂　菅沢　西田　馬場前　北原　本寺　五郎味沢　仲之沢　大舘　愛宕山　杉之沢　別府大舘　胡桃ヶ入　中里向山　蔵高谷地
- 元下伊佐沢　波上　平長沢　壽沢　寺田　稲荷下　堤辺　寺林　南原　前畑　沢田　中道　舟戸原　船場　深田　沢田　寺ノ前　中西　沢　水上　北原　北山　御林　菅沢　西山　原添　小森堂　西山　西田　中屋敷　馬場　馬場前　船場　川前　竹ノ俣　入生田　川前　松沢　不動沢　春谷地　稲荷堂　下川原　粡町　堀切沢　西町前　西山前　能登入　岩見原　岩見原前　関山　北山　西浦　深田
- 元芦沢　峠ノ下　三拾ヶ入　払川　ヤナカ入　矢内ヶ入　南払川　山神前　大水沢　滝沢　小水沢　雀沢　油沢　別当田　原　座須脇　湯船ヶ入　造リ道　大平ヶ入　ニガナカ入　毛ナシ　桜沢　焼山　向イ　庭渡　東　中　沢田　南間田　八百刈　蔵高　志明林　谷地　矢内ヶ入　和田浦　深沢　西ノ原　春谷地　久根作　筒木沢　網代沢　畑田　礼堂　中里前　牛コロ橋　中里　西山　沢　平長沢　船戸原　船場　川前　久保川原　坂作　塚田　窪　浦山　桜沢　苦菜ヶ入　東山　前山